# Ruševo
Ruševo is een plaats in de gemeente Čaglin in de Kroatische provincie Požega-Slavonië. De plaats telt 310 inwoners (2001).